# تاريخ ألمانيا (1945-1990)
بعد هزيمة ألمانيا النازية في الحرب العالمية الثانية قُسمت ألمانيا بين المعسكرين العالميين في الشرق والغرب، وهي فترة عُرفت بتقسيم ألمانيا. جُردت ألمانيا من غنائم الحرب التي حصلت عليها وخسرت مقاطعات في الشرق لصالح بولندا والاتحاد السوفيتي. عند نهاية الحرب كان هناك في ألمانيا ما يقارب ثمانية ملايين نازح أجنبي؛ بشكل أساسي عمال سخرة وسجناء بما في ذلك 400 ألف من نظام المعسكرات، وعدد أكبر من الناجين الذين ماتوا من الجوع أو الظروف القاسية أو القتل أو أجبروا على العمل حتى الموت. وصل ما يقارب من عشرة ملايين لاجئ يتحدث الألمانية إلى ألمانيا من دول أخرى في شرق ووسط أوروبا. كان هناك ما يقارب من 9 ملايين ألماني من أسرى الحرب الذين احتُفظ بغالبيتهم بصفتهم عمال سخرة لعدة سنوات لتوفير إعادة الإعمار للدول التي دمرتها ألمانيا خلال الحرب، وسُلبت عدة تجهيزات صناعية بصفتها تعويضات.
قسمت الحرب الباردة ألمانيا بين الحلفاء الغربيين في الغرب والسوفييت في الشرق. كان للألمان صوت ضعيف في الحكومة حتى عام 1949 عندما ظهرت دولتان:
- جمهورية ألمانيا الاتحادية، تُعرف عامةً بألمانيا الغربية وهي جمهورية ديمقراطية برلمانية ذات نظام اقتصادي رأسمالي ونقابات عمالية وكنسية حرة.
- جمهورية ألمانيا الديمقراطية، تُعرف عامةً بألمانيا الشرقية وهي جمهورية اشتراكية ماركسية لينينية يُسيطر الحزب الاتحاد الاشتراكي الألماني المتحالف مع الاتحاد السوفييتي على حكومتها وذلك للحفاظ على هذه الجمهورية ضمن مناطق تأثير الاتحاد السوفييتي.

بعد تحقيق المعجزة الاقتصادية عام 1955، أصبحت ألمانيا الغربية أكثر اقتصاد مزدهر في أوروبا. بُنيت ألمانيا الغربية، تحت قيادة المستشار كونراد أديناور، علاقات وثيقة مع فرنسا والولايات المتحدة وإسرائيل، وانضمت ألمانيا الغربية أيضًا إلى السوق الأوروبية المشتركة (التي ستصبح لاحقًا الاتحاد الأوروبي). أصيبت ألمانيا الشرقية بالركود إذ نُظم اقتصادها لتلبية احتياجات الاتحاد السوفييتي، وكانت الشرطة السرية (شتازي) تتحكم بمفاصل الحياة اليومية بشدة، وإثر تشييد جدار برلين عام 1961 تدفق سيل المهاجرين نحو الغرب. أعيد توحيد ألمانيا عام 1990 بعد حل وانهيار الحزب الاتحاد الاشتراكي الألماني بصفته حاكمًا للشطر الشرقي لألمانيا.

## تقسيم ألمانيا

### مناطق الاحتلال الأربعة
في مؤتمر بوتسدام (من 17 يوليو حتى 2 أغسطس 1945) وبعد استسلام ألمانيا غير المشروط، قسم الحلفاء ألمانيا إلى أربع مناطق احتلال عسكرية: فرنسا في الجنوب الغربي وبريطانيا في الشمال الغربي والولايات المتحدة في الجنوب والاتحاد السوفييتي في الشرق وحُددت المنطقة الشرقية بخط أودر-ناسيه. رُمز إلى هذه المناطق الأربعة في مؤتمر بوتسدام باسم «ألمانيا ككل»، ومارست قوى الاحتلال الأربعة سيادتها على ألمانيا التي يدعون أنها وافقت من ناحية المبدأ على الانتقال المستقبلي لأراضي الرايخ الألماني في شرق ألمانيا ككل إلى بولندا والاتحاد السوفييتي. وُضعت هذه الأراضي الشرقية تحت الحكم البولندي والسوفييتي بانتظار معاهدة سلام نهائية (التي لم تأخذ الطابع الرسمي حتى عام 1990 بعد خمسة وأربعين عامًا)، ولكن حقيقةً نُظمت بصفتها أجزاء عضوية تابعة لسيادة تلك الدول.
بالإضافة إلى ذلك، بموجب إعلان الحلفاء في برلين 1945، كان يتعين معاملة أراضي الرايخ الألماني البائد على أنها مساحة الأرض داخل حدودها اعتبارًا من 31 ديسمبر 1937. عومل كل توسع نازي في الأرض بين عامي 1938 و1945 بصفته باطلًا بشكل أوتوماتيكي، تضمن هذا التوسع مدينة دانزيغ التي تولت إدارتها عصبة الأمم (احتلتها ألمانيا مباشرة بعد الغزو الألماني لبولندا في الأول من سبتمبر 1939)، النمسا، المنطقة المحتلة من تشيكوسلوفاكيا، سوالكي، ألزاس-لورين، لوكسمبورغ، غرب بروسيا ما بعد 27 سبتمبر 1939، مقاطعة بوزين ما بعد 27 سبتمبر 1939، شمال سلوفينيا، أوبين، مالميدي، قسم من جنوبي سيليسيا التي فُصلت عن ألمانيا عام 1918 بموجب معاهدة فيرساي وبطريقة مماثلة أراضي هولتشينر.

### الترحيل ونزع الصفة النازية

المناطق المحتلة في ألمانيا عام 1947. الأراضي شرق خط نيس تحت السيطرة البولندية والسوفييتية، تظهر بلون ابيض. برلين منطقة مسيطر عليها من عدة بلدان داخل المنطقة السوفييتة.

عُين النصف الشمالي من بروسيا الشرقية في منطقة كونيغسبرغ إداريًا بموجب اتفاق بوتسدام إلى الاتحاد السوفيتي، في انتظار مؤتمر سلام نهائي (مع التزام بريطانيا والولايات المتحدة بدعم دمج هذه المنطقة في روسيا)؛ ثم ضمها الاتحاد السوفيتي إلى أراضيه. دُمجت مدينة دانزيغ الحرة والجزء الجنوبي من بروسيا الشرقية في بولندا ومن ثم ضمتها بولندا إلى أراضيها، إذ ضمن الحلفاء لحكومة بولندا في المنفى تنفيذ ذلك في مؤتمر طهران عام 1943. اتُفق أيضًا في بوتسدام أن تستقبل بولندا كل الأراضي شرق خط أودر-ناسيه على الرغم من التحديد الدقيق للحدود الذي تُرك لحله في مؤتمر سلام نهائي. في ظل تحالفات المملكة المتحدة في زمن الحرب مع حكومات تشيكوسلوفاكيا وبولندا في المنفى، وافق البريطانيون عام 1942 على دعم «المبدأ العام لنقل الأقليات الألمانية الموجودة في شرق ووسط أوروبا إلى ألمانيا بعد الحرب متى ما كان ذلك ضروريًا ومرغوبًا». في عام 1944 كان هناك ما يقارب من 12,4 مليون من العرقية الألمانية يعيشون في الأراضي التي أصبحت في فترة ما بعد الحرب جزءًا من بولندا والاتحاد السوفيتي. فرَّ وأجلي ما يقارب من 6 ملايين منهم قبل احتلال الجيش الأحمر لتلك المنطقة. من بين الباقين، مات حوالي مليوني شخص في الحرب أو في الفترة التي أعقبتها (1,4 مليون بصفتهم خسائر عسكرية و600 ألف وفاة من المدنيين). طردت بولندا 3,6 مليون منهم، وأعلن مليون منهم أنفسهم بولنديين وبقي 300 ألف في بولندا بصفتهم ألمانًا. أعيدت سوديتلاند، التي استسلمت لألمانيا بموجب اتفاق ميونخ، إلى تشيكوسلوفاكيا، احتوت تلك المناطق على 3 ملايين نسمة من العرق الألماني. بعد استسلام ألمانيا مباشرةً بدأت عمليات الترحيل «الشعواء» من تشيكوسلوفاكيا.

وافق مؤتمر بوتسدام، لاحقًا، على النقل المنظم والإنساني لمن يعتبرهم «العرقية الألمانية» من قبل سلطات تشيكوسلوفاكيا وبولندا وهنغاريا. اعترف مؤتمر بوتسدام أن عمليات الترحيل كان جارية فعلًا وتشكل عبئًا على السلطات في المناطق الألمانية المحتلة، بما في ذلك مناطق الاحتلال السوفيتي المُعاد تعريفها. كان معظم الألمان الذي طُردوا من تشيكوسلوفاكيا وبولندا، والتي تضمنت معظم المنطقة شرق خط أودر-ناسيه. نص إعلان بوتسدام على ما يلي:
«بما أن تدفق الأعداد الكبيرة من الألمان إلى ألمانيا سيزيد من العبء الواقع أساسًا على سلطات الاحتلال، يجب أن يأخذ مجلس ألمانيا المتحكم به من قبل الحلفاء في المقام الأول بعين الاعتبار بحث هذه المشكلة مع إيلاء الاهتمام الخاص بمسألة التوزيع العادل لهؤلاء الألمان على المناطق المحتلة المتعددة. وبناءً على ذلك، يجب عليهم توجيه ممثليهم في المجلس لإبلاغ حكوماتهم بأسرع وقت ممكن بالقدر الذي دخل فيه أولئك الأشخاص إلى ألمانيا من بولندا وتشيكوسلوفاكيا وهنغاريا ولوضع تقدير للزمن والمعدل الذي يجب فيه اتخاذ عمليات نقل مستقبلية، مع مراعاة الوضع الحالي في ألمانيا. تُعلم كل من حكومة تشيكوسلوفاكيا والحكومة البولندية المؤقتة ومجلس الرقابة الهنغاري في ذات الوقت بما ذُكر أعلاه ويُطلب منهم تعليق عمليات الترحيل الإضافية بانتظار فحص الحكومات المعنية لتقرير ممثليهم في مجلس الرقابة». 
عومل كثير من العرقية الألمانية والتي كان أغلبها من النساء والأطفال وخاصةً أولئك الذين كانوا يقبعون تحت السلطة البولندية والتشيكوسلوفاكية بطريقة سيئة ونُقلوا أخيرًا إلى ألمانيا. مات الآلاف في معسكرات العمل الإجباري مثل لامبينوفيس، معسكر العمل في زغودا، معسكر العمل المركزي في بوتلايس، معسكر العمل المركزي في جاورزنو، غلاز، ميليسين، غرونوفو وسيكاوا. قاسى الآخرون من الجوع أو ماتوا من الأمراض أو تجمدوا حتى الموت عند ترحيلهم في قطارات بطيئة عفى عليها الزمن أو في معسكرات النقل.
إجمالًا، وصل ما يقارب من 8 ملايين لاجئ ومُرَّحل من العرقية الألمانية من كل أنحاء أوروبا في نهاية المطاف إلى ألمانيا الغربية، بالإضافة إلى 3 ملايين آخرين وصلوا إلى ألمانيا الشرقية. في ألمانيا الغربية، مثل ذلك العدد كتلة تصويت هامة، إذ حافظوا على ثقافة قوية من التظلم ضد السلطة السوفيتية، وضغطوا من أجل إعادة التوحيد الكامل لألمانيا وطالبوا بتعويضات وسعوا إلى حقهم باستعادة أراضيهم السليبة في الشرق وعارضوا أي اعتراف بالتمدد السوفيتي والبولندي على الأراضي الألمانية في فترة ما بعد الحرب. بسبب خطاب الحرب الباردة والمكائد السياسية الناجحة لكونراد أديناور، أصبحت هذه الكتلة في نهاية المطاف متحالفة إلى حد كبير مع الاتحاد الديمقراطي المسيحي في ألمانيا. على الرغم من أن سياسات حزب الاتحاد الديمقراطي المسيحي ذات التوجه نحو الغرب مالت لصالح التحالف الأطلسي والاتحاد الأوروبي، عملت هذه السياسات ضد إمكانية تحقيق أهداف السكان المُرَّحلين من الشرق من خلال التفاوض مع الاتحاد السوفيتي. لكن بالنسبة لأديناور، فإن تعزيز وتشجيع المطالب غير الواقعية والتوقعات المتصلبة  بين المُرَّحلين سيخدم سياسة القوة التي سعت ألمانيا الغربية من خلالها إلى منع النظر في التوحيد أو معاهدة سلام نهائية حتى يصبح الغرب قويًا بما يكفي لمواجهة السوفيات بمعايير متساوية. نتيجةً لذلك، تبنت الجمهورية الفيدرالية في الخمسينيات الكثير من رمزية مجموعات المُرَّحلين؛ خاصة في تبني مصطلحات وتصويرات الهولوكوست؛ وتطبيق هذا على التجربة الألمانية بعد الحرب بدلاً من ذلك. في نهاية المطاف في عام 1990، في أعقاب معاهدة التسوية النهائية فيما يتعلق بألمانيا، أكدت ألمانيا الموحدة بالفعل في معاهدات مع بولندا والاتحاد السوفيتي أن نقل السيادة على الأراضي الألمانية الشرقية السابقة في عام 1945 كان دائمًا ولا رجعة فيه؛ ولا تتعهد ألمانيا الآن مرة أخرى بتقديم مطالبات إقليمية فيما يتعلق بهذه الأراضي.

## القضاء على إمكانات الحرب والتعويضات

### نزع النازية
كان العنصر الرئيسي في جدول أعمال المحتلين نزع النازية. حُظر الصليب المعقوف وغيره من الرموز الخارجية للنظام النازي، وأنشِئت الراية المدنية المؤقتة كعلم ألماني مؤقت. ظل العلم الرسمي للبلاد (ضروري لأسباب القانون الدولي) حتى أنشِئت ألمانيا الشرقية وألمانيا الغربية بشكل مستقل في عام 1949.
اتفقت الولايات المتحدة والمملكة المتحدة والاتحاد السوفيتي في بوتسدام على برنامج واسع النطاق لللامركزية، ومعاملة ألمانيا كوحدة اقتصادية واحدة مع بعض الإدارات الإدارية المركزية. لم تتحقق هذه الخطط أبدًا، في البداية لأن فرنسا منعت أي إنشاء إداري مركزي أو هياكل سياسية لألمانيا؛ وأيضًا لأن كلاً من الاتحاد السوفيتي وفرنسا كانا عازمين على انتزاع أكبر قدر ممكن من الفوائد المادية من مناطق احتلالهما من أجل التعويض جزئيًا عن الدمار الهائل الذي تسبب فيه الفيرماخت الألماني؛ وانهارت السياسة تمامًا عام 1948 عندما حاصر الروس برلين الغربية وبدأت الفترة المعروفة باسم الحرب الباردة. اتُفق في بوتسدام على ضرورة محاكمة الأعضاء البارزين في النظام النازي الذين أسِروا بتهمة ارتكاب جرائم ضد الإنسانية، وكانت هذه إحدى النقاط القليلة التي تمكنت القوى الأربع من الاتفاق عليها. من أجل تأمين وجود الحلفاء الغربيين في برلين، وافقت الولايات المتحدة على الانسحاب من تورينجيا وساكسونيا مقابل تقسيم برلين إلى أربع قطاعات.
نفذ الرئيس المستقبلي والجنرال دوايت دي أيزنهاور ووزارة الحرب الأمريكية في البداية سياسة صارمة لعدم التآخي بين القوات الأمريكية والمواطنين الألمان. وضغطت وزارة الخارجية وأعضاء الكونجرس الأمريكي لرفع هذه السياسة. في يونيو 1945، خُفف الحظر المفروض على التحدث مع الأطفال الألمان. في يوليو، سُمح للقوات الألمانية بالتحدث إلى البالغين الألمان في ظروف معينة. في سبتمبر 1945 استبعدت هذه السياسة بأكملها. ظل الحظر المفروض على الزواج بين الأمريكيين والمدنيين الألمان أو النمساويين ساريًا حتى 11 ديسمبر 1946 و2 يناير 1946 على التوالي.

### النزع الصناعي للسلاح في غرب ألمانيا
كان الاقتراح الأولي لسياسة ما بعد الاستسلام للقوى الغربية، وهو ما يسمى بخطة مورغنثاو التي اقترحها هنري مورغنثاو الابن، أحد المناصرين للرعوية. أثرت خطة مورغنثاو، على الرغم من تعليقها لاحقًا بسبب المعارضة العامة، على سياسة الاحتلال. وعلى الأخص من خلال توجيه الاحتلال العقابي الأمريكي بالمذكرة JCS 1067 والخطط الصناعية لألمانيا.
كانت خطط مستوى الصناعة لألمانيا لتقليل الإمكانات الصناعية الألمانية بعد الحرب العالمية الثانية. في مؤتمر بوتسدام، مع عمل الولايات المتحدة تحت تأثير خطة مورغنثاو، قرر الحلفاء المنتصرون إلغاء القوات المسلحة الألمانية وكذلك جميع مصانع الذخيرة والصناعات المدنية التي يمكن أن تدعمهم. وشمل ذلك تدمير جميع قدرات تصنيع السفن والطائرات. علاوة على ذلك، تقرر فرض قيود شديدة على الصناعات المدنية التي قد يكون لها إمكانات عسكرية، والتي كانت تشمل الجميع تقريبًا في العصر الحديث من الحرب الشاملة. وُضعت قيود على احتياجات وقت السلم المعتمدة في ألمانيا، والتي حُددت على أساس المعيار الأوروبي المتوسط. من أجل تحقيق ذلك، جرت مراجعة لكل نوع من أنواع الصناعة لاحقًا لمعرفة عدد المصانع التي تطلبها ألمانيا بموجب هذا المستوى الأدنى من متطلبات الصناعة.
نصت الخطة الأولى، من 29 مارس 1946، على خفض الصناعة الألمانية الثقيلة إلى 50% من مستوياتها عام 1938 عن طريق تدمير 1500 مصنع تصنيع مُدرج. في يناير 1946، وضع مجلس التحكم المتحالف أسس الاقتصاد الألماني المستقبلي من خلال وضع حد أقصى لإنتاج الصلب الألماني؛ حُدِد الحد الأقصى المسموح به بحوالي خمسة ملايين وثمانمئة ألف طن من الفولاذ سنويًا، أي ما يعادل 25% من مستوى إنتاج ما قبل الحرب. جادلت المملكة المتحدة، التي يقع معظم إنتاج الصلب في منطقة احتلالها، من أجل خفض محدود للقدرة من خلال وضع سقف الإنتاج عند 12 مليون طن من الفولاذ سنويًا، ولكن كان عليها الخضوع لإرادة الولايات المتحدة وفرنسا والاتحاد السوفيتي (الذي جادل بحد 3 ملايين طن). كان من المقرر تقليص ألمانيا إلى مستوى الحياة الذي كانت تعرفه في ذروة الكساد الكبير (1932). ضُبط إنتاج السيارات على 10% من مستويات ما قبل الحرب، إلخ.
بحلول عام 1950، بعد الانتهاء الفعلي للخطط المخففة في ذلك الوقت، أزيلت المعدات من 706 مصنع في الغرب وخُفضت الطاقة الإنتاجية للصلب بمقدار ستة ملايين وسبعمئة ألف طن.
كانت صادرات الأخشاب من منطقة الاحتلال الأمريكية ثقيلة بشكل خاص. ذكرت مصادر في الحكومة الأمريكية أن الغرض من ذلك هو التدمير النهائي لإمكانيات الحرب للغابات الألمانية.
مع بداية الحرب الباردة، تغيرت السياسات الغربية إ1 أصبح من الواضح أن العودة إلى عمل الصناعة الألمانية الغربية كانت ضرورية ليس فقط لاستعادة الاقتصاد الأوروبي بأكمله ولكن أيضًا لإعادة تسليح ألمانيا الغربية كحليف ضد الاتحاد السوفيتي. في 6 سبتمبر 1946، ألقى وزير خارجية الولايات المتحدة جيمس ف. بيرنز الخطاب الشهير إعادة صياغة السياسة بشأن ألمانيا، والمعروف أيضًا باسم خطاب شتوتغارت، إذ تنكر، من بين أمور أخرى، لسياسات مورغنثاو التي تأثرت بها السياسة وأعطى الألمان الغربيين الأمل في المستقبل. ساعدت تقارير مثل البعثة الاقتصادية للرئيس إلى ألمانيا والنمسا في إظهار مدى سوء الوضع في ألمانيا حقًا للجمهور الأمريكي.
جاء التحسن التالي في يوليو 1947، عندما قررت إدارة ترومان، بعد الضغط من قبل هيئة الأركان المشتركة، والجنرالات كلاي ومارشال، أن الانتعاش الاقتصادي في أوروبا لا يمكن أن يمضي قدمًا دون إعادة بناء القاعدة الصناعية الألمانية التي كان الاقتصاد الأوروبي يعتمد عليها في السابق. في يوليو 1947، ألغى الرئيس هاري س. ترومان لأسباب تتعلق بالأمن القومي توجيه الاحتلال العقابي بموجب المذكرة JCS 1067، الذي كان قد وجه القوات الأمريكية في ألمانيا بعدم اتخاذ خطوات نحو إعادة التأهيل الاقتصادي لألمانيا. استُبدلت المذكرة السابقة بالمذكرة JCS 1779، والتي أكدت بدلاً من ذلك أن أوروبا المنتظمة والمزدهرة تتطلب المساهمات الاقتصادية لألمانيا المستقرة والمنتجة.
ومع ذلك، استمر التفكيك، وفي عام 1949 كتب المستشار الألماني الغربي كونراد أديناور إلى الحلفاء مطالبًا بإنهاء العمل بالمذكرة، مشيرًا إلى التناقض المتأصل بين تشجيع النمو الصناعي وإزالة المصانع وأيضًا عدم شعبية السياسة. في هذا الوقت كان الدعم للتفكيك قادمًا في الغالب من الفرنسيين، وخفضت اتفاقية بيترسبرغ في نوفمبر 1949 المستويات بشكل كبير، على الرغم من تفكيك المصانع الصغيرة استمر التفكيك حتى عام 1951. رُفعت القيود النهائية على المستويات الصناعية الألمانية بعد إنشاء الجماعة الأوروبية للفحم والصلب في عام 1951، على الرغم من أن تصنيع الأسلحة ظل محظورًا.